# Конічні перетини

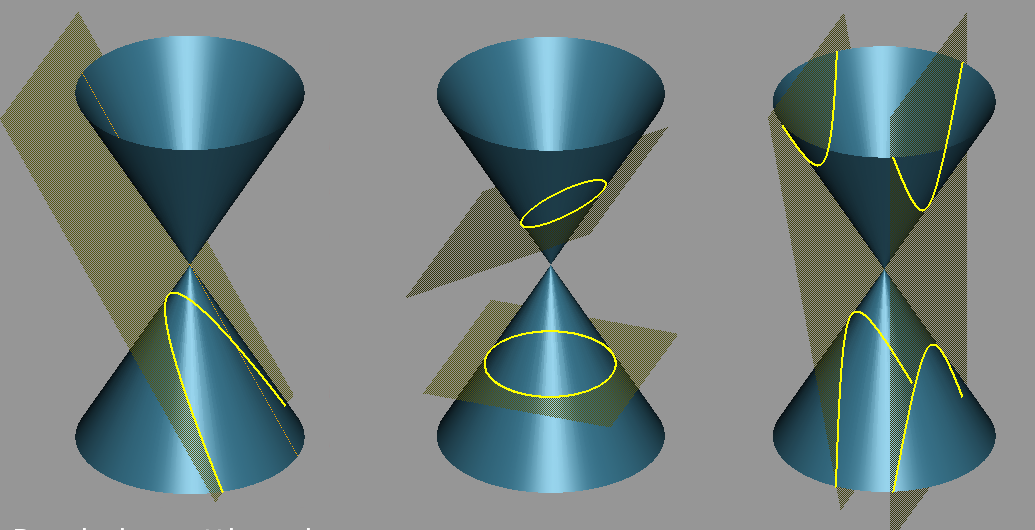

Коні́чні пере́тини — невироджені криві, утворені перетином площини з однією або обома частинами конуса. Перетин площини, перпендикулярній осі конуса, утворює коло. Перетин площини, не перпендикулярній осі конуса, з однією з частин конуса утворює еліпс або параболу. Крива, отримана перетином площини з обома частинами конуса називається гіперболою. Також існують вироджені перетини: точка, пряма та пара прямих.

## Евклідова геометрія
Конічні перетини вивчалися сотні років і стали джерелом багатьох цікавих відкриттів в евклідовій геометрії.

### Визначення

Чорні штриховані криві, що є межами кольорових областей є конічними перетинами. На зображенні не показана друга половина гіперболи, яка лежить на другій частині подвоєного конуса, не показаній тут.

Конічний переріз або перетин це крива, що отримується шляхом перетину площини, що називається січною площиною, і поверхнею подвійного конуса (конус з двома симетричними частинами). Для спрощення опису будемо вважати, що це правильний круглий конус, але це не обов'язково, бо поняття є актуальним для будь-якого подвоєного конуса, що можна утворити коло при перетині площиною. Площини, що проходять через верхівку конуса будуть перетинати конус у точці, по прямій або по парі прямих, які перетинаються. Такий випадок називають виродженим і не складає ніякого інтересу і тому, зазвичай цей випадок не розглядають як конічний переріз. Якщо явно не сказано інше, то під «конічним перерізом» розуміють не вироджені варіанти.
Є три види конічних перетинів, еліпс, парабола, і гіпербола. Коло є особливим випадком еліпса, хоча історично його розглядали як четвертий тип (наприклад, давньогрецький математик Аполлоній). Коло і еліпс виникають коли перетин площини і конуса утворює замкнену криву. Коло утворюється коли січна площина є паралельною площині основного кола, що утворює конус — для правильного конуса, це означає, що січна площина також є перпендикулярна осі симетрії конуса. Якщо січна площина є паралельною до однієї з прямих, що утворюють конус, тоді конічний переріз необмежений і не є замкнений і називається параболою. Залишився ще один варіант перетину — гіпербола, в даному випадку січна площина перетне обидві половини конуса, утворюючи окрему необмежену криву.

### Ексцентриситет, фокус та директриса
Конічний переріз можна визначити виключно з точки зору плоскої геометрії: це множина всіх точок {\displaystyle P}, відстань яких до фіксованої точки {\displaystyle F} (яка називається фокус) є постійною величиною, яка позначається як {\displaystyle e} (ексцентриситет) і дорівнює відношенню відстані від довільної точки з {\displaystyle P} до фіксованої прямої {\displaystyle d} (яка називається директрисою). 

Коло (e = 0), еліпс (e = 1/2), парабола (e = 1) та гіпербола (e = 2) з фіксованими фокусом F та директрисою. Для точки на еліпсі (e = 1/2):, де перерпендикуляр опущений на.

В залежності від значення ексцентриситета, утворюється:
- При {\displaystyle 0<e<1} — еліпс;
- При {\displaystyle e=1} — парабола;
- При {\displaystyle e>1} — гіпербола.

Якщо {\displaystyle e=0}, то утворюється коло.
Коло є граничним і не описується фокусом і директрисою на евклідовій площині. Ексцентриситет кола дорівнює нулю, його фокус знаходиться в центрі кола, але його директриса може бути взята тільки як пряма на нескінченності в проективній площині.
Ексцентриситет еліпса можна розглядати як міру того, наскільки далеко еліпс відхиляється від кола.

### Параметри

Параметри конічних перетинів на прикладі з еліпсом

Існує ряд параметрів, що пов'язані із конічним перетином. Основною віссю є пряма, що проходить крізь фокуси еліпса або гіперболи, а центр — це середина лінійного відрізку, що сполучає фокуси. Нижче наведені деякі спільні поняття і параметри конічних перетинів.
Лінійний ексцентриситет (позначається буквою {\displaystyle c}) — відстань між центром і фокусом (або одним із двох фокусів).
Важливим елементом є хорда, що паралельна директрисі і яка проходить через фокус. Її повна довжина позначається як {\displaystyle 2\ell }.
Фокальний параметр ({\displaystyle \ell }) — половина довжини хорди, що проходить через фокус і паралельна директрисі.
Параметр ({\displaystyle p}) — відстань від фокусу (або одного з фокусів) до директриси.
Коли еліпс або гіпербола знаходиться в стандартній позиції (основна вісь знаходиться на осі {\displaystyle x}, а центр в початку координат) вершини конічних перетинів матимуть координати {\displaystyle (-a,0)} і {\displaystyle (a,0)}, де {\displaystyle a} не від'ємні.
Велика піввісь — це значення {\displaystyle a}.
Мала піввісь — це значення {\displaystyle b} в рівнянні еліпса або гіперболи на стандартній евклідовій площині.
Мають місце наступні рівняння:
- {\displaystyle pe=\ell }
- {\displaystyle ae=c.}

Співвідношення цих параметрів наведені в таблиці нижче, за умови стандартного розташування на координатній площині. В усіх випадках, {\displaystyle a} та {\displaystyle b} додатні.
| Конічний перетин | рівняння                                                        | ексцентриситет (e)                                 | лінійний ексцентриситет (c)           | Половина фокального параметру (ℓ)  | Параметр (p)                                         |
| ---------------- | --------------------------------------------------------------- | -------------------------------------------------- | ------------------------------------- | ---------------------------------- | ---------------------------------------------------- |
| коло             | {\displaystyle x^{2}+y^{2}=a^{2}\,}                             | {\displaystyle 0\,}                                | {\displaystyle 0\,}                   | {\displaystyle a\,}                | {\displaystyle \infty }                              |
| еліпс            | {\displaystyle {\frac {x^{2}}{a^{2}}}+{\frac {y^{2}}{b^{2}}}=1} | {\displaystyle {\sqrt {1-{\frac {b^{2}}{a^{2}}}}}} | {\displaystyle {\sqrt {a^{2}-b^{2}}}} | {\displaystyle {\frac {b^{2}}{a}}} | {\displaystyle {\frac {b^{2}}{\sqrt {a^{2}-b^{2}}}}} |
| парабола         | {\displaystyle y^{2}=4ax\,}                                     | {\displaystyle 1\,}                                | -                                     | {\displaystyle 2a\,}               | {\displaystyle 2a\,}                                 |
| гіпербола        | {\displaystyle {\frac {x^{2}}{a^{2}}}-{\frac {y^{2}}{b^{2}}}=1} | {\displaystyle {\sqrt {1+{\frac {b^{2}}{a^{2}}}}}} | {\displaystyle {\sqrt {a^{2}+b^{2}}}} | {\displaystyle {\frac {b^{2}}{a}}} | {\displaystyle {\frac {b^{2}}{\sqrt {a^{2}+b^{2}}}}} |

### На декартовій площині

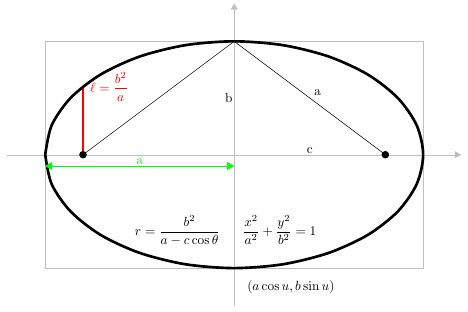
Стандартні форми еліпса

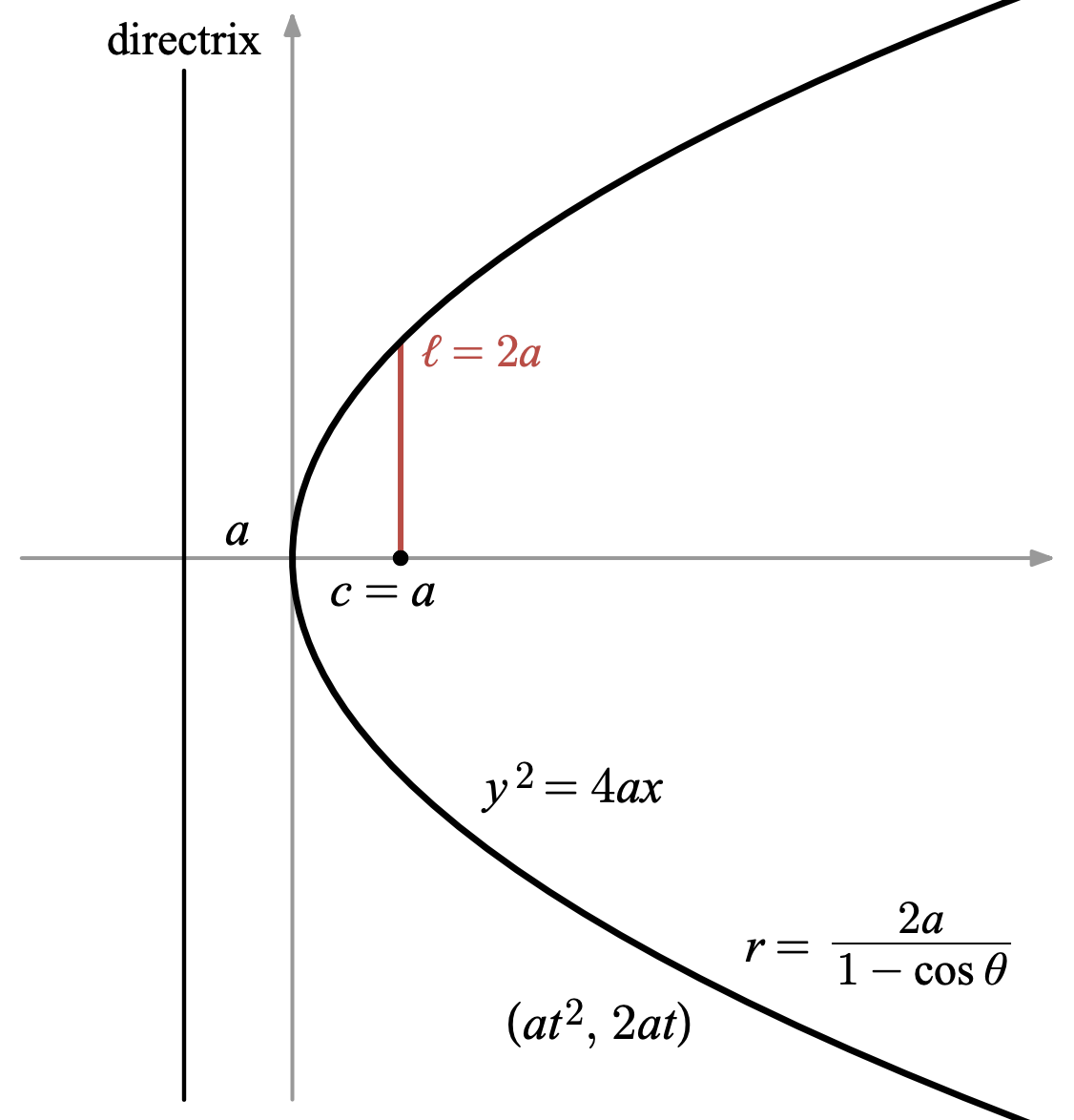
Стандартні форми параболи

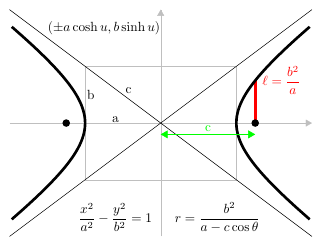
Стандартні форми гіперболи

При застосування визначення декартової системи координат можна використати рівнянні фокусу і директриси, аби вивести рівняння, що визначають координати точок конічних перетинів. Застосовуючи перетворення системи координат, такі як поворот і переміщення осей, ці рівнянні можна привести до стандартної форми. Для еліпсів і гіпербол в стандартній формі декартова вісь x буде суміщеною із головною віссю, а початок координат (точка (0,0)) знаходитиметься в центрі. Вершини будуть мати координати (±a, 0), а фокуси — координати (±c, 0). Визначимо b рівняннями c2 = a2 − b2 для еліпса і c2 = a2 + b2 для гіперболи. Для кола, c = 0 тому a2 = b2. Для параболи, її стандартна форма матиме фокус на осі x в точці (a, 0) а директрисою буде пряма, що задовольняє рівнянню x = −a. В стандартній формі парабола завжди проходитиме через початок координат. Особливим випадком гіперболи є ситуація, коли її асимптоти перпендикулярні. В такому випадку гіпербола називається рівнобічною. У такому випадку, стандартну форму можна отримати прийнявши асимптоти за координатні осі, а пряму x = y як основну вісь. Фокуси матимуть координати (c, c) і (−c, −c).
- Коло: x2 + y2 = a2
- Еліпс: x2/a2 + y2/b2 = 1
- Гіпербола: x2/a2 − y2/b2 = 1
- Парабола: y2 = 4ax, де a > 0
- Рівнобічна гіпербола:[5] xy = c2/2

Перші три наведені форми є симетричними відносно обох x та y осей (коло, еліпс і гіпербола), або лише відносно x осі (для параболи). Рівнобічна гіпербола, в свою чергу, є симетричною відносно прямих y = x і y = −x.
Ці стандарті форми можна записати у вигляді параметричних рівнянь наступним чином,
- Коло: (a cos θ, a sin θ),
- Еліпс: (a cos θ, b sin θ),
- Парабола: (at2, 2at),
- Гіпербола: (a sec θ, b tan θ) або (±a cosh u, b sinh u),
- Рівнобічна гіпербола: {\displaystyle \left(dt,{\frac {d}{t}}\right),} де {\displaystyle d={\frac {c}{\sqrt {2}}}.}

#### Загальна форма
В системі декартових координат графіком квадратичного рівняння двох змінних завжди буде конічний перетин (хоча він може бути виродженим), і всі конічні перетини утворюються таким чином. Загальне рівняння буде матиме вигляд
{\displaystyle Ax^{2}+Bxy+Cy^{2}+Dx+Ey+F=0,}
де всі коефіцієнти — це дійсні числа, а A, B, C не дорівнюють нулю.
Отже, конічні перетини є квадриками.

#### Дискримінант
Конічні перетини описані таким рівнянням можна класифікувати в залежності від значення {\displaystyle B^{2}-4AC}, що є дискримінантом рівняння.
Тобто, дискримінант дорівнює − 4Δ, де Δ є детермінантом матриці {\displaystyle \left|{\begin{matrix}A&B/2\\B/2&C\end{matrix}}\right|.}
Типи конічних перетинів в залежності від значення дискримінанту будуть наступними:
- Якщо B2 − 4AC < 0, то рівняння задає еліпс (вироджені випадки: точка або порожня множина);
  - Якщо A = C і B = 0, то рівняння задає коло, що є особливим випадком еліпса;
- Якщо B2 − 4AC = 0, то це парабола, (вироджені випадки: пряма або пари паралельних прямих)
- Якщо B2 − 4AC > 0, то це гіпербола або у виродженому випадку пари прямих, що перетинаються.
  - Якщо також матимемо A + C = 0, тоді рівняння задає рівнобічну гіперболу.

В даних позначеннях A і B є коефіцієнтами полінома, не варто їх плутати із позначеннями великої і малої півосей A і B, що часто використовуються в деяких джерелах.

#### Матрична нотація
Вище наведене рівняння можна задати в матричному вигляді як
{\displaystyle \left({\begin{matrix}x&y\end{matrix}}\right)\left({\begin{matrix}A&B/2\\B/2&C\end{matrix}}\right)\left({\begin{matrix}x\\y\end{matrix}}\right)+\left({\begin{matrix}D&E\end{matrix}}\right)\left({\begin{matrix}x\\y\end{matrix}}\right)+F=0.}
А також, загальне рівняння можна записати як
{\displaystyle \left({\begin{matrix}x&y&1\end{matrix}}\right)\left({\begin{matrix}A&B/2&D/2\\B/2&C&E/2\\D/2&E/2&F\end{matrix}}\right)\left({\begin{matrix}x\\y\\1\end{matrix}}\right)=0.}

#### Ексцентриситет через коефіцієнти рівняння
Якщо конічний перетин задано в алгебраїчній формі як
{\displaystyle Ax^{2}+Bxy+Cy^{2}+Dx+Ey+F=0,\,}
ексцентриситет можна визначити як функцію коефіцієнтів квадратичного рівняння. Якщо 4AC = B2, то конічним перетином є парабола, а її ексцентриситет дорівнює 1 (якщо вона не вироджена). В інших випадках, вважаючи, що рівняння задає невироджені еліпс або гіперболу, ексцентриситет буде задаватися наступним чином
{\displaystyle e={\sqrt {\frac {2{\sqrt {(A-C)^{2}+B^{2}}}}{\eta (A+C)+{\sqrt {(A-C)^{2}+B^{2}}}}}},}
де η = 1, якщо детермінант вищезгаданої матриці 3×3 є від'ємним і η = −1, якщо детермінант додатній.
Також можна довести:p. 89, що ексцентриситет є додатнім розв'язком рівняння
{\displaystyle \Delta e^{4}+[(A+C)^{2}-4\Delta ]e^{2}-[(A+C)^{2}-4\Delta ]=0,}
Де також {\displaystyle \Delta =AC-{\frac {B^{2}}{4}}.} Воно має точно один додатній розв'язок — ексцентриситет, у випадку параболи або еліпса, в той час як у випадку з гіперболою воно має два додатні розв'язку, один з яких є ексцентриситетом.

### В полярних координатах
В полярних координатах {\displaystyle (\rho ,\theta )} з центром в одному з фокусів та нульовим напрямом вздовж головної осі рівняння конічного перетину має вигляд:
{\displaystyle \rho (1-e\cos \theta )=l\,}
де е — ексцентриситет, l — константа.

## Властивості
Конічні перерізи можуть утворюватись як перетин площини і двобічного конуса
{\displaystyle a^{2}z^{2}=x^{2}+y^{2}} (в декартових координатах).
Де
{\displaystyle a=\operatorname {tg} \theta ,}
{\displaystyle \theta } — кут між твірною конуса та його віссю.
Якщо площина проходить через початок координат, то буде отримано вироджений перетин.
Рівняння конуса квадратичне, тому конічні перетини є квадриками, також всі квадрики площини є конічними перетинами (хоча дві паралельні прямі утворюють вирождену квадрику яку неможливо отримати перетином конуса, їх вважають «виродженим конічним перетином»).
Так само як дві (різні) точки визначають пряму, п'ять точок визначають конічний перетин. Через довільні п'ять точок на площині, з яких жодні три не лежать на одній прямій, можна провести єдиний конічний перетин. Формально кажучи, для довільних п'яти точок на площині, що знаходяться у загальному лінійному положенні, тобто, серед них немає трьох, що були б колінеарними, існуватиме один єдиний конічний перетин, який проходить через них, що не буде виродженим. Це є вірним для евклідової площини і для дійсної проєктивної площини. Якщо три точки будуть колінеарними, тоді конічний перетин, який через них проходить буде виродженим (оскільки він міститиме пряму), і може бути не єдиним.
Всі конічні перетини мають спільну властивість відображення, яку можна сформулювати наступним чином: Всі дзеркальні поверхні, що мають форму не виродженого конічного перетину відбивають світло, що потрапляє в один із фокусів у бік іншого фокусу. У випадку з параболою, другий фокус розглядають таким, що знаходиться в нескінченності, тому промені, що йдуть у напрямку другого фокусу є паралельними.
Теорема Паскаля вивчає колінеарність трьох точок, що побудовані із множини з шести точок на будь-якому не виродженому конічному перетині. Теорема також справедлива для вироджених конічних перетинів, що складаються із двох прямих, але цей випадок відомий як теорема Паппа.
Невироджений конічний перетин завжди «гладкий». Це є важливою властивістю для багатьох застосувань, наприклад в аеродинаміці, де необхідно мати гладку поверхню, аби бути впевненим в ламінарності течії для уникання турбулентності.

## Групи перетворень
- Ексцентриситет двох невироджених конічних перетинів збігається тоді і тільки тоді, коли вони можуть бути переведені один в одного перетворенням подібності.
- Афінні перетворення зберігають тільки знак ексцентриситету, тобто, для афінної геометрії існують лише три різні невироджені конічні перетини: еліпс, парабола та гіпербола.
- Усі невироджені конічні перетини неможливо розрізнити в проєктивній геометрії.

## Історія
Конічні перетини були відомі ще математикам Давньої Греції. Менехм займався в Академії Платона дослідженням конічних перетинів на прикладі макету конуса. Він з'ясував, що задачу про подвоєння куба можна звести до визначення точок перетину двох конічних перетинів. Евклідом було написано чотири книжки про конічні перетини, які, однак до наших часів не збереглись. Найповнішим твором, присвяченим цим кривим, були «Конічні перетини» Аполлонія із Перги (приблизно 200 до н. е.). Представлення конічних перетинів у вигляді рівнянь належить П'єру Ферма та Рене Декарту.

## Застосування
Конічні перетини мають застосування у астрономії: орбіти двох масивних тіл, між якими існує гравітаційна взаємодія, є конічними перетинами, якщо їхній спільний центр мас нерухомий. Якщо вони між собою зв'язані, то рухатимуться по еліптичних орбітах; якщо рухаються окремо, то траєкторії матимуть вигляд парабол або гіпербол (див. закон Кеплера).